# 増田義一 (官僚)
増田 義一（ますだ よしかず、1957年10月 – ）は、日本の官僚。

## 人物
東京都出身。東京都立西高等学校を経て、東京大学経済学部卒業。ハーバード大学公共政策大学院(ケネディスクール)卒業（修士） 。
行政官長期在外研究員と米国防大学国家戦略研究所研究員を務めた防衛省の国際派。対人地雷禁止条約のオスロ会議などに日本政府代表団の一員として出席し、条約の作成に携わった。ワシントンにある米国防大学国家戦略研究所で客員上級研究員をしていたとき、アメリカ同時多発テロ事件に遭遇した。アメリカ同時多発テロ事件に関して、「ペンタゴンには頻繁に出入りしていましたので、犠牲にならなかったのは不幸中の幸いだったと思います。」と述べている。
イラク戦争後、イラクのサマーワに赴任し、ポリティカル・アドバイザーを務めた。自衛隊イラク派遣のサマーワは非戦闘地域とされていたが、「サマーワ宿営地は、何度も迫撃砲やロケット弾の攻撃を受けました。私も、着任4日目に早速ロケット弾攻撃の洗礼を受けました。」と述べている。
東北防衛局長として、東日本大震災における東北防衛局の活動の指揮をとった。東北防衛局は遺体安置所支援も行なったので、「私は遺体安置所を積極的に回って職員を激励しながら、むしろ出来る限り一体一体と対面し合掌するよう心がけました。恐らくその数は千を超えると思います。」と述べている。

## 略歴
- 1984年 防衛庁入庁 防衛局防衛課
- 1999年 長官官房企画官（防衛研究所一般課程）
- 2000年 情報本部分析部課長
- 2001年 防衛局防衛政策課（米国防大学国家戦略研究所客員上級研究員）
- 2002年 防衛研究所企画官（兼）防衛局防衛政策課
- 2004年 長官官房企画官（兼）運用局運用企画課（兼）運用課（在サマーワ・ポリティカル・アドバイザー）
- 2005年 長官官房政策評価監査官ここまで[4] [7]
- 2006年 財務省関税局調査課長
- 2007年 財務省関税局監視課長
- 2008年 経理装備局装備政策課長
- 2010年 東北防衛局長ここまで[7]
- 2012年 装備施設本部副本部長（施設担当）
- 2014年 内閣審議官（併）内閣官房知的財産戦略本部次長[1]
- 2017年 退官
- 2018年 防衛医学振興会理事長 [8]

## 著書
- 『日本はどうして対人地雷禁止条約に加盟したか -ある政府関係者の見解-』日本ヴェリタス出版、2023年、ISBN 978-4911179345
- How Did Japan Accede To The Anti-Personnel Mine Ban Convention?: The Perspective Of A Government Insider. Japan Veritas Press. 2023. ISBN 978-4911179352